# 하다 겐지
하다 겐지(일본어: 秦 賢二, 1981년 6월 27일 ~ )는 일본의 전 축구 선수이다.

## 구단 경력
과거 나고야 그램퍼스 에이트, 미토 홀리호크에서 활동하였다.